# 自動火器
自動火器（Automatic firearm）泛指不需手动操作供應彈藥就可以持續發射彈藥的连发武器，分全自動與半自動兩類。半自動武器可以自动循环供弹，但需要手动重复放开和扣动扳機才能夠繼續發射彈藥；全自動武器的供弹和击发都可以自动循环，能在不放開扳機的狀態下連續發射彈藥，直到扳機被放開、彈藥用罄或者是武器發生故障。在没有特殊说明的情况下，「自動武器」一词在口语中通常专指有全自动射击功能的武器（可選擇射擊模式）。

## 外部連結
- 全世界最快機槍每分千萬發 （页面存档备份，存于）
- 【专题】世界冲锋枪报道 （页面存档备份，存于）
- Top 7 Semi-Automatic (Autoloading) Shotguns （页面存档备份，存于）